# Осиновец (летописный город)
Осиновец — летописный город на реке Юг, упоминающийся в ряде источников XV—XVII веков. Ныне археологический памятник (Аксентьевское городище) в Подосиновском районе Кировской области.

## Название
Название, вероятно, связано со строительным материалом города-крепости. Выше по течению реки Юг было также поселение с названием Сосновец на реке Ёнтале. 

## История
Первое упоминание об Осиновце в Устюжской летописи за 1486 год. Весной этого года вятчане осадили устюжский городок Осиновец, пограбив окрестные сёла, но их воевода Константин Юрьев, очевидно, не согласный с этим, перебежал с сыном на сторону устюжан и далее был сопровождён в Москву. Вятчане так и не взяли Осиновец, а их набег на устюжские земли спровоцировал Вятский поход Даниила Щени, который привёл к упразднению Вятской республики.
Позже Осиновец указан в кормленной грамоте Ивана III Ивану Племянникову. Также значится как одно из укреплённых мест по реке Юг в первых редакциях Книги Большому Чертежу 1496—1497 годов. В XVI веке Осиновец являлся значимым стратегическим пунктом, стоявшем на слиянии двух рек — Юга и Пушмы. Через него проходил путь из Вятки в Москву через Великий Устюг.
В XVI веке южнее Осиновца на левом берегу Юга образовался погост Подосиновец, который впоследствии разросся и был перенесён на левый берег. В писцовой книге конца XVII века Осиновец уже описан как «старая осыпь, где был городок Осиновец».

## Городище
Аксентьевское городище расположено у деревни Аксентьевской на левом берегу реки Чёрной в 3 км к северо-западу от Подосиновца. Находится на мысу подтрапециевидной формы высотой 19–20 м. Площадка памятника (14.400 м²) обнесена валом длиной 85 м, шириной 14 м и высотой 3,5 м, а также рвом. Археологические исследования выявили керамический материал XV–XVIII веков. Внушительный размер оборонительных сооружений и значительный культурный слой говорят о важной роли Осиновца в защите Устюжской земли.
Сегодня на месте городка Осиновец развалины кирпичной Спасской церкви 1810—1830 годов постройки, действовавшей до 1930-х годов. В 1996 году у основания холма был установлен памятный крест.